# Supercupa Europei 2020
Supercupa Europei 2020 a fost cea de-a 45-a ediție a Supercupa Europei, un meci anual de fotbal organizat de UEFA și disputat de campionii în vigoare ai celor două competiții europene principale de cluburi, UEFA Champions League și UEFA Europa League. Meciul a avut parte de clubul german FC Bayern München, câștigătorul Ligii Campionilor UEFA 2019-20, și clubul spaniol Sevilla, câștigătorul UEFA Europa League 2019-2020. S-a jucat la Puskás Aréna din Budapesta, Ungaria, pe 24 septembrie 2020.

## Meci

### Detalii
Câștigătorii Ligii Campionilor au fost desemnați ca echipă „acasă” din motive administrative.
| Bayern München                 | 2–1 (d.p.) | Sevilla              |
| ------------------------------ | ---------- | -------------------- |
| - Goretzka 34' - Martínez 104' | Raport     | - Ocampos 13' (pen.) |

| Bayern München | Sevilla |

| P           | 1  | Manuel Neuer (c)   |       |      |
| FD          | 5  | Benjamin Pavard    |       |      |
| FC          | 21 | Lucas Hernandez    | 90+1' | 99'  |
| FC          | 4  | Niklas Süle        |       |      |
| FS          | 27 | David Alaba        | 12'   | 112' |
| MC          | 18 | Leon Goretzka      |       | 99'  |
| MC          | 6  | Joshua Kimmich     |       |      |
| MD          | 10 | Leroy Sané         |       | 70'  |
| MO          | 25 | Thomas Müller      |       |      |
| MS          | 7  | Serge Gnabry       |       |      |
| AC          | 9  | Robert Lewandowski |       |      |
| Rezerve:    |    |                    |       |      |
| P           | 26 | Sven Ulreich       |       |      |
| P           | 35 | Alexander Nübel    |       |      |
| F           | 17 | Jérôme Boateng     |       | 112' |
| F           | 41 | Chris Richards     |       |      |
| M           | 8  | Javi Martínez      |       | 99'  |
| M           | 11 | Michaël Cuisance   |       |      |
| M           | 19 | Alphonso Davies    |       | 99'  |
| M           | 24 | Corentin Tolisso   |       | 70'  |
| M           | 30 | Adrian Fein        |       |      |
| M           | 40 | Malik Tillman      |       |      |
| M           | 42 | Jamal Musiala      |       |      |
| A           | 14 | Joshua Zirkzee     |       |      |
| Antrenor:   |    |                    |       |      |
| Hansi Flick |    |                    |       |      |

| P               | 13 | Yassine Bounou    |       |     |
| FD              | 16 | Jesús Navas (c)   |       |     |
| FC              | 20 | Diego Carlos      |       |     |
| FC              | 12 | Jules Koundé      | 55'   |     |
| FS              | 18 | Sergio Escudero   | 119'  |     |
| MC              | 8  | Joan Jordán       | 45+1' | 94' |
| MC              | 25 | Fernando          | 70'   |     |
| MC              | 10 | Ivan Rakitić      |       | 56' |
| AD              | 7  | Suso              |       | 73' |
| AC              | 9  | Luuk de Jong      |       | 56' |
| AS              | 5  | Lucas Ocampos     |       |     |
| Rezerve:        |    |                   |       |     |
| P               | 1  | Tomáš Vaclík      |       |     |
| P               | 31 | Javi Díaz         |       |     |
| D               | 3  | Sergi Gómez       |       |     |
| M               | 6  | Nemanja Gudelj    |       | 73' |
| M               | 14 | Óscar             |       |     |
| M               | 19 | Marcos Acuña      |       |     |
| M               | 21 | Óliver Torres     |       | 56' |
| M               | 22 | Franco Vázquez    |       | 94' |
| A               | 11 | Munir             |       |     |
| A               | 15 | Youssef En-Nesyri |       | 56' |
| A               | 24 | Carlos Fernández  |       |     |
| A               | 29 | Bryan Gil         |       |     |
| Antenor:        |    |                   |       |     |
| Julen Lopetegui |    |                   |       |     |

| Omul meciului: Thomas Müller (Bayern München) Arbitru asistent: Gary Beswick (Anglia) Adam Nunn (Anglia) Al patrulea oficial: Orel Grinfeld (Israel) Arbitru asistent video: Stuart Attwell (Anglia) Arbitru asistent video asistent: Paul Tierney (Anglia) | Regulile meciului - 90 minute - 30 minute de prelungiri dacă este necesar - Lovituri de departajare dacă scorul este egal - Doisprezece rezerve numite - Maxim trei înlocuiri, cu a patra permisă în prelungiri |